# 红脉画眉草
红脉画眉草（学名：Eragrostis rufineria）是禾本科画眉草属的植物，为中国的特有植物。分布于中国大陆的海南省等地，多生于旷野草地，目前尚未由人工引种栽培。